# Mikronezja na Mistrzostwach Świata w Lekkoatletyce 2013
Mikronezja na Mistrzostwach Świata w Lekkoatletyce 2013 – reprezentacja Mikronezja podczas mistrzostw świata w Moskwie liczyła 1 zawodnika.

## Występy reprezentantów Mikronezji
| Konkurencja            | Zawodnik          | Kwalifikacje | Kwalifikacje | Eliminacje | Eliminacje | Półfinał | Półfinał | Finał    | Finał   |
| Konkurencja            | Zawodnik          | Rezultat     | Pozycja      | Rezultat   | Pozycja    | Rezultat | Pozycja  | Rezultat | Pozycja |
| ---------------------- | ----------------- | ------------ | ------------ | ---------- | ---------- | -------- | -------- | -------- | ------- |
| Bieg na 100 m mężczyzn | McCaffrey Gilmete | 11.86(PB)    | 30.          | NQ         | NQ         | NQ       | NQ       | NQ       | NQ      |